# Benito Skinner
Pour les articles homonymes, voir Skinner.
Benito Skinner, né le 3 novembre 1993 à Boise (Idaho), est un acteur, producteur et scénariste américain.

## Biographie
Benito Skinner naît et grandit à Boise, dans l'état de l'Idaho.
Adolescent, il fréquente la Bishop Kelly High School (en). Alors qu’il était encore au lycée, il fonde l’association à but non lucratif OATHS (Organization Assisting the Homeless Student), visant à venir en aide aux élèves sans domicile. Il a été distingué à l’occasion de la Journée nationale de la philanthropie dans l’Idaho en 2011. Par ailleurs, il a joué au football américain en tant que receveur au sein de l’équipe du lycée.
Il poursuit ses études à l’Université de Georgetown, à Washington D.C., où il se forme au théâtre, à la littérature anglaise ainsi qu’aux études cinématographiques et médiatiques. C’est à l’université qu'il commence à explorer la performance artistique à travers des vidéos, notamment des playbacks enregistrés. Il avait créé le compte Instagram @BennyDrama7 au lycée — le "7" faisant référence à son numéro de maillot de football — mais ce n’est qu’à l’université qu’il commence à y publier des vidéos humoristiques,.
Durant son passage à Georgetown, il est co-créateur et animateur de BEAT$, une émission de radio hebdomadaire du campus, reconnue pour sa programmation axée sur la musique pop.

## Carrière
Après avoir obtenu son diplôme, il travaille en tant que monteur vidéo tout en continuant à produire du contenu en ligne. En 2016, il publie des vidéos humoristiques diffusées sur Instagram, TikTok et YouTube. Il est notamment connu pour ses imitations de célébrités telles que Shawn Mendes, Lana Del Rey ou Kourtney Kardashian, ainsi que pour ses personnages originaux.
En 2018, il présente son premier spectacle intitulé Overcompensating, à guichets fermés au Carolines on Broadway (en) dans le cadre du New York Comedy Festival (en).
En 2021, il anime le podcast de culture pop Obsessed aux côtés de Mary Beth Barone sur Spotify pendant une saison, totalisant 50 épisodes,. Ils lanceront par la suite un nouveau podcast consacré à la culture populaire, intitulé Ride.
En 2022, il apparaît dans quelques épisodes de la série télévisée Queer as Folk sur le service Peacock.
En 2024, il joue dans la comédie First Time Female Director (en) de Chelsea Peretti .
En 2025, il joue, produit et scénarise la série Overcompensating pour Prime Video, adaptation télévisée de son premier spectacle.

## Vie privée
Il est en couple avec le réalisateur et photographe Terrence O'Connor depuis 2016.

## Filmographie

### Cinéma
- 2023 : First Time Female Director (en) de Chelsea Peretti : Rudy / Cooper
- 2025 : Idiotka (en) de Nastasya Popov : Jonathan

### Télévision

#### Séries télévisées
- 2019 : Hitbox : Scooter
- 2021 : Search Party : Nate
- 2022 : Bridesman
- 2022 : Queer as Folk : Jack Cole Jordan (4 épisodes)
- 2024 : Larry et son nombril : le vendeur
- 2025 : Overcompensating : Benny (8 épisodes)

#### Talk-show
- 2021–2022 : Ziwe (en) : Willet / Kim Kardashian